# Cetonia angulicollis
Cetonia angulicollis är en skalbaggsart som beskrevs av Ernst Gustav Kraatz 1889. Cetonia angulicollis ingår i släktet Cetonia och familjen Cetoniidae. Inga underarter finns listade i Catalogue of Life.